# Erwin Gillmeister
Erwin Gillmeister   (Toruń, 11 de juliol de 1907 - Múnic, 26 de novembre de 1993) va ser un atleta alemany, especialista en curses de velocitat, que va competir durant les dècades de 1920 i 1930.
El 1936 va prendre part en els Jocs Olímpics de Berlín, on guanyà la medalla de bronze en la cursa dels 4x100 metres relleus del programa d'atletisme. Formà equip amb Wilhelm Leichum, Erich Borchmeyer i Gerd Hornberger.
En el seu palmarès també destaca una medalla d'or en els 4x100 metres relleus del Campionat d'Europa d'atletisme de 1934.

## Millors marques
- 100 metres llisos. 10.5" (1934)
- 200 metres llisos. 21.3" (1929)[1][2]